# Isle Royale

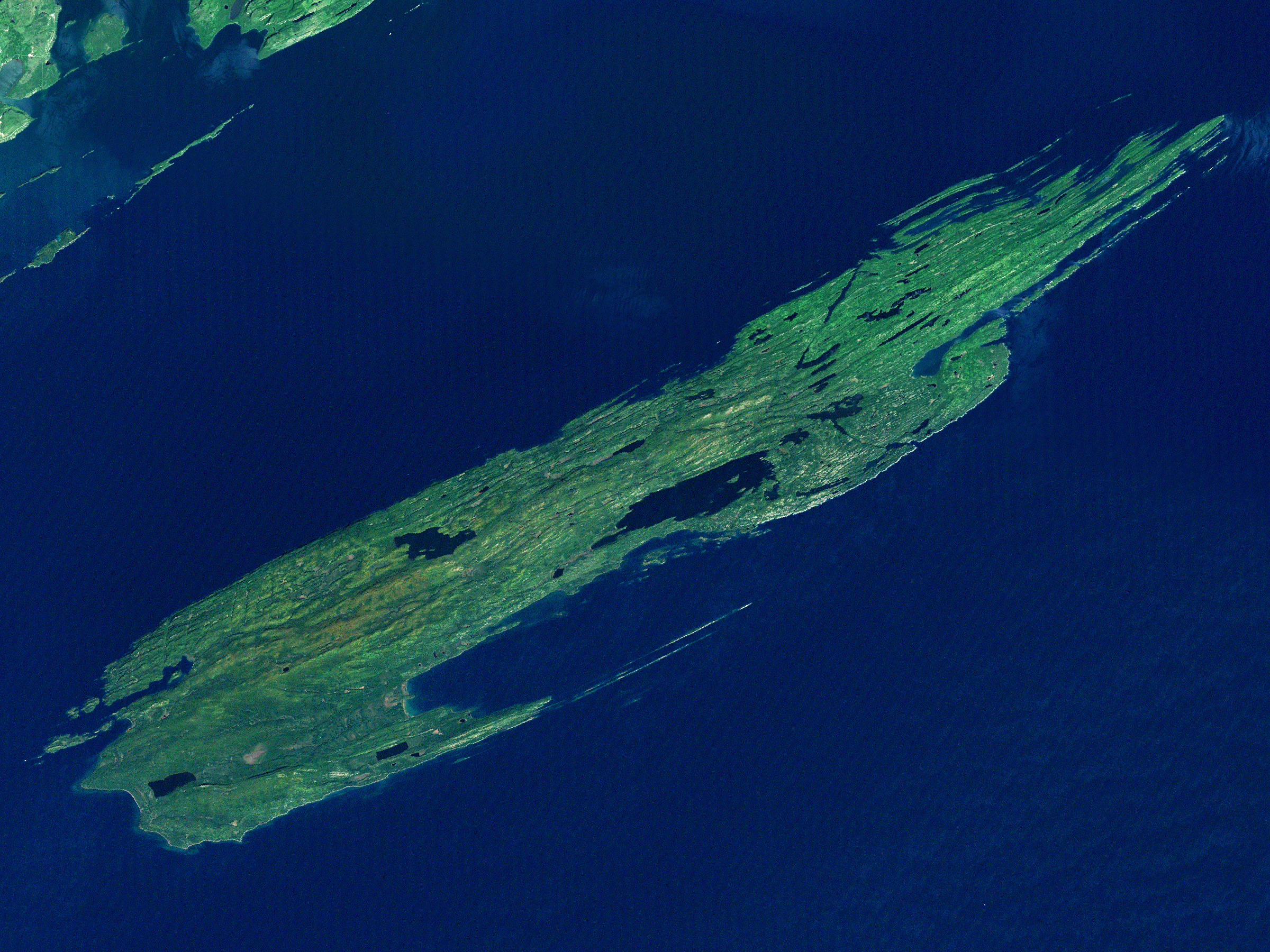
Satellitbild över Isle Royale.

Isle Royale är den största ön i sjön Lake Superior (Övre sjön). Ön och de mindre öarna runt om bildar tillsammans en nationalpark, Isle Royale nationalpark.
Ön är 74 km lång, 14 km bred och har en yta på ca 530 km². Högsta punkten är Mount Desor, 425 m.  
Isle Royale hör till USA sedan Webster–Ashburtonfördraget 1842 fast den ligger närmare den Kanadensiska kustlinjen och hör administrativt till Keweenaw County, Michigan. 
En gång var fiskerinäringen stor på ön, man fiskade öring och sik. Invånarna, till största delen av skandinaviskt ursprung, blev tvungna att flytta när man beslutade inrätta nationalparken.   
Ön är mycket välkänd bland ekologer på grund av en långvarig studie av förhållandet mellan varg och älg. Vargarna gick över isen och övertog den mindre prärievargens roll som predator. Studien visar att det tycks uppstå en sorts harmoni mellan djuren och att de anpassar sig efter situationen.